# Dragan Ristić
Dragan Ristić (1978) es un deportista serbio que compite en tiro adaptado. Ganó tres medallas en los Juegos Paralímpicos de Verano, dos oros en Tokio 2020 y oro en París 2024.

## Palmarés internacional
| Juegos Paralímpicos | Juegos Paralímpicos | Juegos Paralímpicos | Juegos Paralímpicos                              |
| Año                 | Lugar               | Medalla             | Prueba                                           |
| ------------------- | ------------------- | ------------------- | ------------------------------------------------ |
| 2020                | Tokio (Japón)       | Medalla de oro      | Rifle de aire en posición tendida 10 m SH2 mixto |
| 2020                | Tokio (Japón)       | Medalla de oro      | Rifle en posición tendida 50 m SH2 mixto         |
| 2024                | París (Francia)     | Medalla de oro      | Rifle en posición tendida 50 m SH2 mixto         |